# Luxemburgische Badmintonmeisterschaft 2016
Die Luxemburgische Badmintonmeisterschaft 2016 fand vom 20. bis zum 21. Februar 2016 in Bettembourg statt. 

## Medaillengewinner
| Disziplin    | Gold                         | Silber                      | Bronze                              |
| ------------ | ---------------------------- | --------------------------- | ----------------------------------- |
| Herreneinzel | Robert Mann                  | Mike Vallenthini            | Juno Thomas                         |
| Herreneinzel | Robert Mann                  | Mike Vallenthini            | Akis Thomas                         |
| Dameneinzel  | Stefka Hargiono              | Tessy Aulner                | Xenia Loi                           |
| Dameneinzel  | Stefka Hargiono              | Tessy Aulner                | Myriam Havé                         |
| Herrendoppel | Akis Thomas Mike Vallenthini | Ben Rausch Juno Thomas      | Yann Hellers Eric Solagna           |
| Herrendoppel | Akis Thomas Mike Vallenthini | Ben Rausch Juno Thomas      | Yves Hoffmann Daniel Kirschenbilder |
| Damendoppel  | Stefka Hargiono Myriam Havé  | Julie Aulner Tessy Aulner   | Michèle Bodson Joëlle Jungbluth     |
| Damendoppel  | Stefka Hargiono Myriam Havé  | Julie Aulner Tessy Aulner   | Xenia Loi Aude Meyer                |
| Mixed        | Robert Mann Myriam Havé      | Akis Thomas Stefka Hargiono | Mike Vallenthini Tessy Aulner       |
| Mixed        | Robert Mann Myriam Havé      | Akis Thomas Stefka Hargiono | Pierre Eberhard Julie Aulner        |